# Судова Вишня (гміна)
Ґміна Сондова Вішня (пол. Gmina Sądowa Wisznia) — колишня (1934—1939 рр.) сільська ґміна Мостиського повіту Львівського воєводства Польської республіки (1918—1939) рр. Центром ґміни було місто Сондова Вішня.

1 серпня 1934 р. було створено ґміну Сондова Вішня в Мостиському повіті. До неї увійшли сільські громади: Бортятин, Дмитровіце, Долгомосціска, Ксєнжи Мост, Кульматиче, Нікловіце, Волосткув, Заґроди і Зажече.